# Naughty Marietta
Naughty Marietta (bra Oh, Marieta!) é um filme norte-americano de 1935, do gênero drama romântico-musical, dirigido por W. S. Van Dyke  e estrelado por Jeanette MacDonald e Nelson Eddy.

## Produção

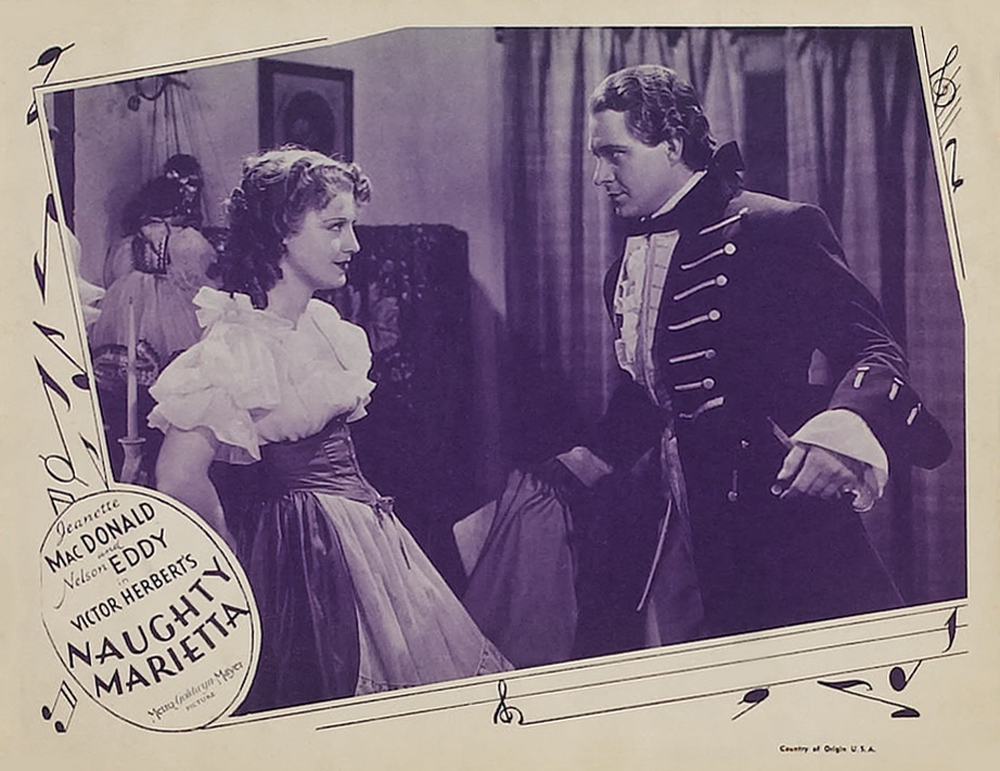
Jeanette MacDonald e Nelson Eddy em cena do filme

Com a improvável combinação de uma soprano cujos agudos pareciam querer alcançar o topo do teatro, um barítono que não sabia atuar e uma opereta de 1910, o produtor Hunt Stromberg criou a dupla de cantores mais bem sucedida da história do cinema -- Jeanette MacDonald e Nelson Eddy. Um não gostava do outro, mas trabalharam juntos, com enorme sucesso, outras sete vezes.
Naughty Marietta eletrizou as plateias, que literalmente aplaudiam de pé as canções de Victor Herbert e Rida Johnson Young, como I'm Falling in Love with Someone, Italian Street Song e Ah, Sweet Mystery of Life, esta a mais famosa delas e que se tornou a marca registrada de Jeanette.

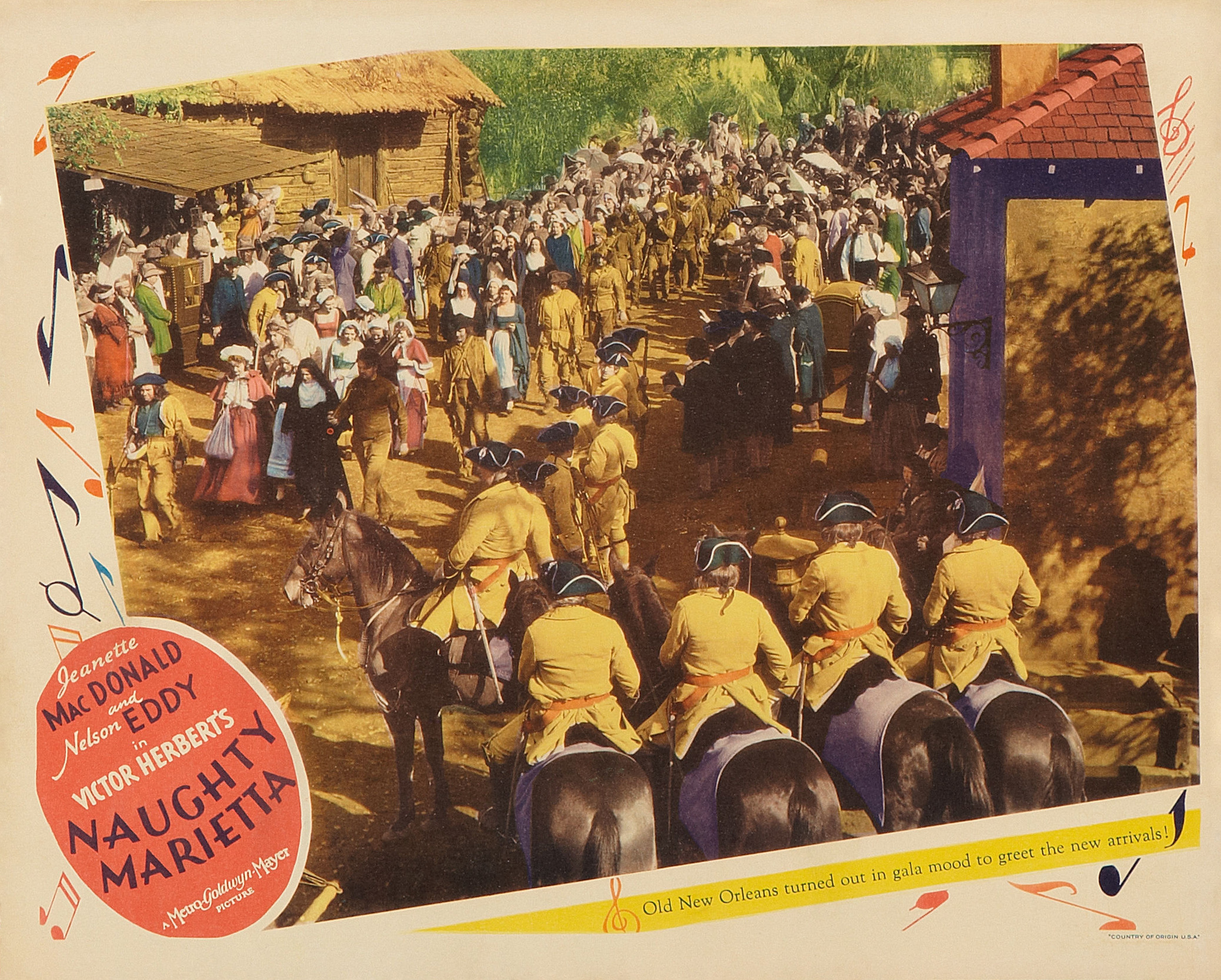
Cena panorâmica do filme

O filme deu o tom para as produções seguintes da dupla: vocalizações e atuações limitadas, enredos fracos e ambientações históricas (e kitsch, segundo a maioria dos críticos). Ainda assim, os dois eram adorados pelo público e tornaram-se os Namoradinhos da América entre 1935 e 1942.

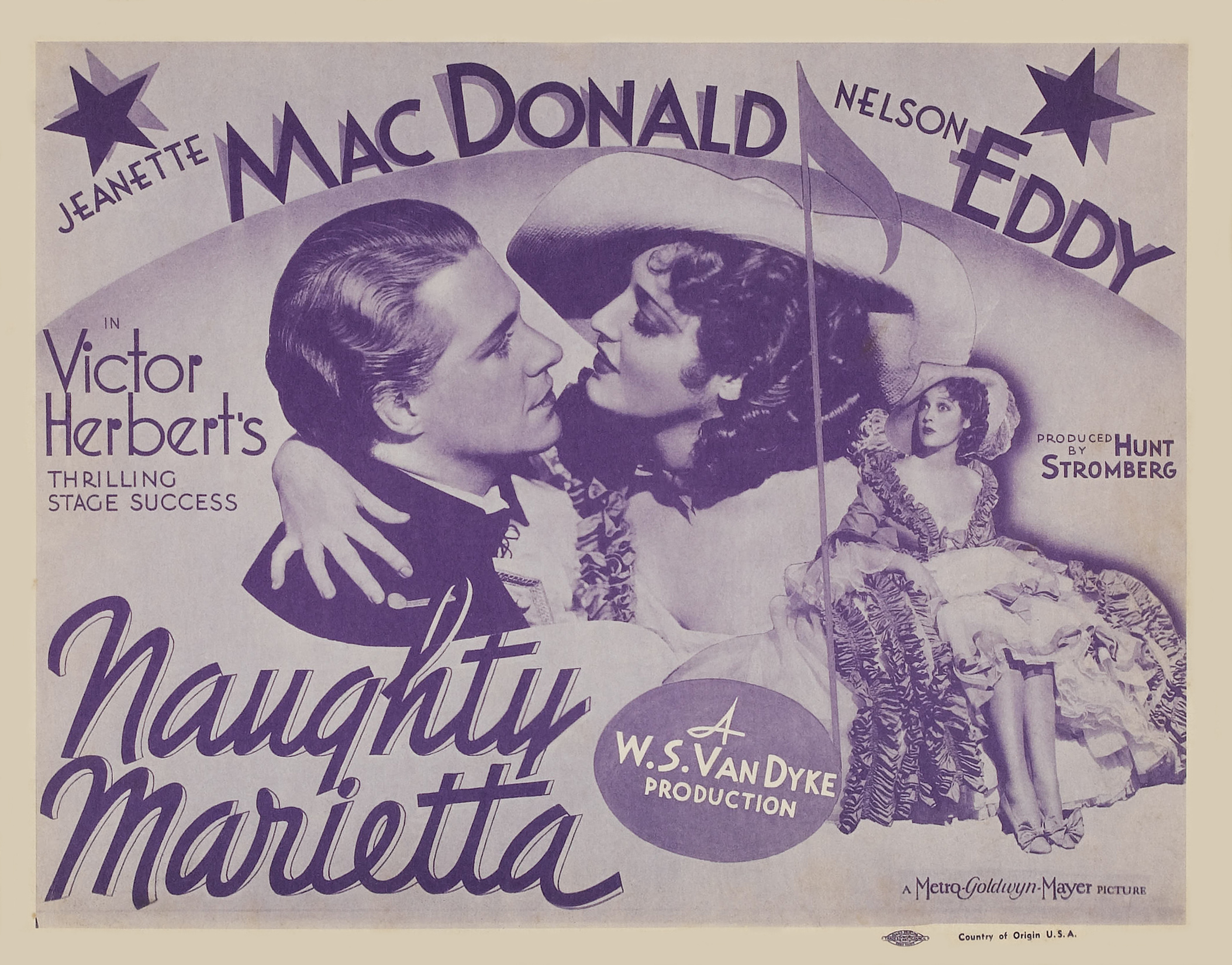
Outro cartaz de divulgação

Naughty Marietta concorreu aos prêmios Oscar de Melhor Filme e Melhor Mixagem de Som, tendo recebido a estatueta referente a este último. O filme está relacionado por Ken Wlaschin como um dos dez melhores da carreira de Jeanette MacDonald.

## Sinopse
Para fugir de um casamento arranjado, a princesa Marietta foge da Paris do século 18 com destino ao Novo Mundo, pretensamente para unir-se a um colono. No caminho, ela e as outras noivas são raptadas por piratas e depois salvas pelo mercenário Capitão Richard Warrington. Marietta faz sucesso ao desembarcar na provinciana Nova Orleans e passa a agir de maneira superficial, mas Warrington está de olho nela.

## Premiações
| Patrocinador | Prêmio | Categoria                          | Situação          |
| ------------ | ------ | ---------------------------------- | ----------------- |
| Academia     | Oscar  | Melhor Filme Melhor Mixagem de Som | Indicado Vencedor |

- Film Daily: Dez Melhores Filmes de 1935[carece de fontes?]
- Photoplay: Medalha de Honra[carece de fontes?]

## Elenco
| Ator/Atriz         | Personagem                 |
| ------------------ | -------------------------- |
| Jeanette MacDonald | Princesa Marietta          |
| Nelson Eddy        | Capitão Richard Warrington |
| Frank Morgan       | Governador d'Annard        |
| Elsa Lanchester    | Madame d'Annard            |
| Douglass Dumbrille | Tio                        |
| Joseph Cawthorn    | Herr Schuman               |
| Cecilia Parker     | Julie                      |
| Walter Kingsford   | Don Carlos                 |
| Greta Meyer        | Frau Schuman               |
| Akim Tamiroff      | Rudolpho                   |
| Harold Huber       | Abe                        |
| Edward Brophy      | Zeke                       |